# 置信域方法
置信域方法（Trust-region methods）又称为信赖域方法，它是一种最佳化方法，能够保证最佳化方法总体收敛。

## 算法发展
置信域方法的历史可以追溯到Levenberg(1944)，Marquardt(1963)，Goldfeld，Quandt and Trotter(1966)，但现代置信域方法由 Michael J. D. Powell 提出 (1970)。他明确提出了置信域子问题，接受方向步{\displaystyle s_{k}}的准则，校正置信域半径{\displaystyle \Delta _{k}}的准则，及收敛性定理。这些措施使置信域方法比线搜索方法具有更大的优越性。

## 思想框架
考虑{\displaystyle {\underset {x\in {{R}^{n}}}{\mathop {\min } }}\,f(x)}，其中ƒ(x)是定义在Rn上的二阶连续可微函数。
定义当前点的邻域{\displaystyle {{\Omega }_{k}}}
{\displaystyle {{\Omega }_{k}}=\{x\in {{R}^{n}}|\left\|x-{{x}_{k}}\right\|\leq {{\Delta }_{k}}\},}
这里{\displaystyle {\Delta }_{k}}称为置信域半径。假定在这个邻域中，二次模型是目标函数ƒ(x)的一个合适的近似，则在这个邻域（称为置信域）中极小化二次模型，得到近似极小点{\displaystyle s_{k}}，并取 ，其中{\displaystyle \left\|{{s}_{k}}\right\|\leq {{\Delta }_{k}}}。

置信域方法的模型子问题是
{\displaystyle \left\{{\begin{aligned}&\min \ {{q}^{(k)}}(s)=f({{x}_{k}})+g_{k}^{T}s+{\frac {1}{2}}{{s}^{T}}{{B}_{k}}s\\&s.t.\quad \left\|s\right\|\leq {{\Delta }_{k}}\\\end{aligned}}\right.}
其中，{\displaystyle s=x-x_{k}}，{\displaystyle {{g}_{k}}=\nabla f({{x}_{k}})}，{\displaystyle B_{k}}是一个对称矩阵，它是黑塞矩阵{\displaystyle {{\nabla }^{2}}f({{x}_{k}})}或其近似，{\displaystyle {{\Delta }_{k}}>0}为置信域半径，{\displaystyle \left\|\ \centerdot \ \right\|}为某一范数，通常我们采用{\displaystyle l_{2}}范数。

选择{\displaystyle {{\Delta }_{k}}}的方法：根据模型函数{\displaystyle {{q}^{(k)}}(s)}对目标函数ƒ(x)的拟合程度来调整置信域半径{\displaystyle {{\Delta }_{k}}}。
对于置信域方法的模型子问题的解{\displaystyle {{s}_{k}}}，设目标函数的下降量
{\displaystyle Are{{d}_{k}}=f({{x}_{k}})-f({{x}_{k}}+{{s}_{k}})}
为实际下降量，设模型函数的下降量
{\displaystyle Pre{{d}_{k}}={{q}^{(k)}}(0)-{{q}^{(k)}}({{s}_{k}})}
为预测下降量。
定义比值
{\displaystyle {{r}_{k}}={\frac {Are{{d}_{k}}}{Pre{{d}_{k}}}}={\frac {f({{x}_{k}})-f({{x}_{k}}+{{s}_{k}})}{{{q}^{(k)}}(0)-{{q}^{(k)}}({{s}_{k}})}}},
它用来衡量模型函数{\displaystyle {{q}^{(k)}}}与目标函数ƒ 的一致性程度。

## 置信域算法
- 步1. 给出初始点x0 ，置信域半径的上界{\displaystyle {\bar {\Delta }}}，{\displaystyle {{\Delta }_{0}}\in (0,{\bar {\Delta }})}，{\displaystyle \varepsilon \geq 0}，{\displaystyle 0<{{\eta }_{1}}\leq {{\eta }_{2}}<1}，{\displaystyle 0<{{\gamma }_{1}}<1<{{\gamma }_{2}}}，{\displaystyle k\ :=0}
- 步2. 如果{\displaystyle \left\|{{g}_{k}}\right\|\leq \varepsilon }，停止
- 步3. （近似地）求解置信域方法的模型子问题，得到 sk
- 步4. 计算ƒ(xk+sk) 和 rk。令

{\displaystyle {{x}_{k+1}}=\left\{{\begin{aligned}&{{x}_{k}}+{{s}_{k}},\quad {\text{if }}{{r}_{k}}\geq {{\eta }_{1}}\\&{{x}_{k}},\quad \quad \quad {\text{else}}\\\end{aligned}}\right.}
- 步5. 校正置信域半径，令

{\displaystyle {\begin{aligned}&{{\Delta }_{k+1}}\in (0,{{\gamma }_{1}}{{\Delta }_{k}}],\quad \quad \quad \quad \ \ \ {\text{if }}{{r}_{k}}<{{\eta }_{1}};\\&{{\Delta }_{k+1}}\in [{{\gamma }_{1}}{{\Delta }_{k}},{{\Delta }_{k}}],\quad \quad \quad \quad \ {\text{if }}{{r}_{k}}\in [{{\eta }_{1}},{{\eta }_{2}});\\&{{\Delta }_{k+1}}\in [{{\Delta }_{k}},\min\{{{\gamma }_{2}}{{\Delta }_{k}},{\bar {\Delta }}\}],\ {\text{if }}{{r}_{k}}\geq {{\eta }_{2}}.\\\end{aligned}}}
- 步6. 产生Bk+1，校正q(k) ，令k:=k+1 ，转步2。

## 基于信赖域的优化软件
- Powell 无导数优化求解器 (Michael J. D. Powell)
- LANCELOT （页面存档备份，存于） (Andrew Conn, Nick Gould, Philippe Toint)

## 应用
现今，置信域算法广泛应用于应用数学、物理、化学、工程学、计算机科学、生物学与医学等学科。相信在不远将来，信赖域方法会在更广泛多样的领域有着更深远的发展。